# Cattleya storeyi
Cattleya storeyi är en orkidéart som beskrevs av Henry Gordon Jones. Cattleya storeyi ingår i släktet Cattleya och familjen orkidéer. Inga underarter finns listade i Catalogue of Life.